# 圣让拉塞耶
圣让拉塞耶（法語：Saint-Jean-Lasseille，法語發音：[sɛ̃ ʒɑ̃ lasɛj] ⓘ）是法国东比利牛斯省的一个市镇，位于该省东部，属于佩皮尼昂区。

## 地理
圣让拉塞耶（42°34'52"N, 2°51'59"E）面积2.89 平方千米，位于法国奧克西塔尼大區东比利牛斯省，该省份为法国大陆部分最南部的省份，涵盖了北加泰罗尼亚，北起奥德省，西接阿列日省和安道尔，南与西班牙接壤，东临地中海。
与圣让拉塞耶接壤的市镇（或旧市镇、城区）包括：维勒莫拉克、布鲁亚、巴纽尔斯-代尔萨斯普尔。
圣让拉塞耶的时区为UTC+01:00、UTC+02:00（夏令时）。

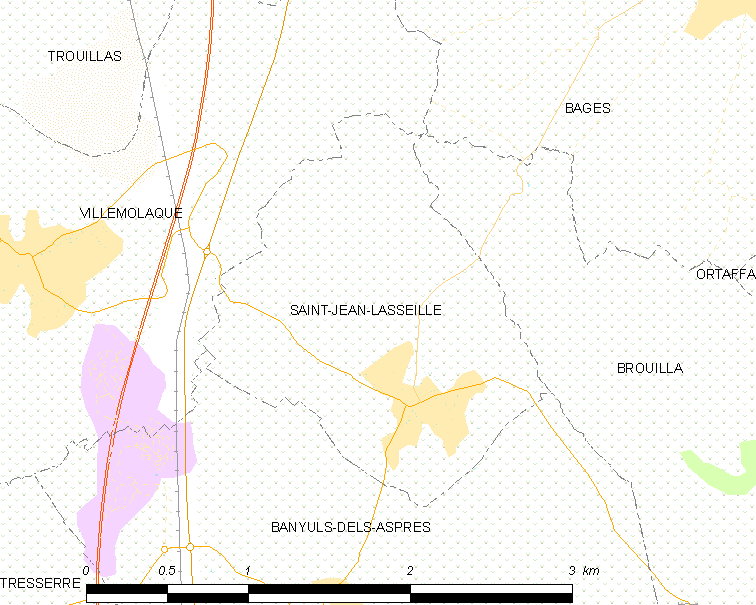
圣让拉塞耶的OSM定位图

## 行政
圣让拉塞耶的邮政编码为66300，INSEE市镇编码为66177。

## 政治
圣让拉塞耶所属的省级选区为莱萨斯普尔县。

## 人口

1962-2008年间圣让拉塞耶人口变化图示

圣让拉塞耶于2022年1月1日时的人口数量为1578人。